# Bak (cratera)
Bak é uma cratera marciana. Tem como característica 3.2 quilômetros de diâmetro. Deve o seu nome a Bak, uma localidade situada na Hungria.